# Vollenhovia hewitti
Vollenhovia hewitti är en myrart som beskrevs av Wheeler 1919. Vollenhovia hewitti ingår i släktet Vollenhovia och familjen myror. Inga underarter finns listade i Catalogue of Life.